# Bichon (film, 1936)
Pour les articles homonymes, voir Bichon.
Pour plus de détails, voir Fiche technique et Distribution.
Bichon est un film français réalisé par Fernand Rivers, sorti en 1936.

## Fiche technique
- Titre : Bichon
- Réalisation : Fernand Rivers
- Assistant-réalisateur : Maurice Wolf
- Scénario et dialogues : Jean de Létraz, d'après sa pièce
- Photographie : Jean Bachelet et René Ribault
- Montage : Jacques Desagneaux
- Musique : Henri Verdun
- Décors : Robert Gys
- Son : Joseph de Bretagne
- Producteur : Fernand Rivers
- Société de production : Les Films Fernand Rivers
- Pays de production :  France
- Langue : Français
- Format : Noir et blanc — 35 mm — 1,37:1 — Son : Mono
- Genre : Comédie
- Durée : 105 minutes
- Date de sortie : 
  - France : 13 mars 1936
- Affiche : Roger Cartier (France)

## Distribution
- Victor Boucher
- Marguerite Deval
- Dolly Davis
- Marcel Vallée
- Jane Loury
- Michèle Béryl
- Jean Hébey
- Robert Seller